# 이스 IV: 마스크 오브 더 선
《이스 IV: 마스크 오브 더 선》(Ys: Mask of the Sun, イースIV マスク·オブ·ザ·サン)는 니혼 팔콤의 액션 롤플레잉 게임이다. 이스 시리즈의 네번째 작품이나, 개발인원 부족에 시달리던 니혼 팔콤이 개발사 톤킨 하우스에 원안을 제공해 공동개발했다. 《이스 II》로부터 2년 후, 아돌의 3대 모험 중 두 번째 이야기인 '셀세타의 수해' 편을 다뤘다.
1993년 슈퍼 패미컴으로 출시된 《이스 IV: 마스크 오브 더 선》은 '이스 IV'라는 제목을 달고 발매된 두 작품 중 하나로, 다른 하나는 니혼 팔콤에게 똑같이 원안을 제공받은 허드슨 소프트가 PC 엔진으로 독자적으로 개발한 《이스 IV: 더 던 오브 이스》가 있다. 두 게임에 담겨있는 기본적인 이야기 골자는 같지만, 《더 던 오브 이스》는 팔콤의 원안에서 상당히 벗어났다는 이유로 이후 이를 외전으로 취급하고 톤킨 하우스의 《마스크 오브 더 선》을 공식 줄거리로 받아들였다. 이후 2012년 니혼 팔콤이 직접 플레이스테이션 비타로 제작한 《이스: 셀세타의 수해》가 공식 《이스 IV》로 대체됐다.
2005년 슈퍼 패미컴판에 기반한 리메이크 《이스 IV: 마스크 오브 더 선 - 어 뉴 시어리》(Ys IV: Mask of the Sun - A New Theory)가 타이토에서 플레이스테이션 2로 발매됐다.

## 줄거리
연대상 《이스 II》와 《이스 III: 원더러스 프롬 이스》 사이에 위치하며, 2편으로부터 2년 후 셀세타 지방에 도착한 아돌 크리스틴의 모험을 그렸다.

## 게임플레이
《이스 III: 원더러스 프롬 이스》에서 적용했던 횡스크롤 방식을 버리고 다시 《이스 I & II》와 같은 방식인 탑 뷰(Top View)방식으로 회귀되었다. 일반적으로 이스 II와 시스템이 유사하며, 마법 사용이 가능하다.